# Corcovado bezarki
Corcovado bezarki är en skalbaggsart som beskrevs av Martins och Maria Helena M. Galileo 2008. Corcovado bezarki ingår i släktet Corcovado och familjen långhorningar.
Artens utbredningsområde är Costa Rica. Inga underarter finns listade i Catalogue of Life.